# Mana (japonský hudebník)
Mana (japonsky: 魔名) je japonský hudebník, písničkář, hudební producent a módní návrhář. Proslul jako kytarista visual-kei skupiny Malice Mizer (1992–2001). V roce 2002 zformoval gothmetalovou kapelu Moi dix Mois. Jeho oděvní značka, Moi-même-Moitié, se podílela na zpopularizování módního hnutí gothic lolita.

## Mládí
Manovo skutečné jméno není veřejnosti známé. Jeho umělecké jméno, někdy psané pomocí kandži 魔名, znamená „zlé jméno“ nebo „ďáblovo jméno“. Jeho fanoušci o něm mluví jako o Mana-sama, přičemž koncovka -sama vyjadřuje hlubokou úctu.
Narodil se 19. března v Hirošimě. Jeho rodiče, oba učitelé hudby, ho v raném věku přivedli ke klasické hudbě.[zdroj?] Hudební tvorbě se Mana začal věnovat na střední škole, inspirovaný Mötley Crüe, a díky Tommymu Leeovi se naučil hrát na bicí. Jako teenager měl averzi ke všem „dívčím“ věcem a popisoval se jako „drsňák“ s destruktivním přístupem.

## Kariéra
Manovou první známou kapelou byla v roce 1986 undergroundová Ves.tearge. Později se připojil k punkrockové skupině Girl'e, která vystupovala od roku 1988 do roku 1990. Ve Ves.tearge i Girl'e byl známý pod uměleckým jménem Serina a v obou kapelách hrál na kytaru. Poté se stal baskytaristou skupiny Matenrou (摩天楼, „Mrakodrap“) která byla aktivní od roku 1990 do roku 1992. V dubnu 1992 Mana kapelu opustil spolu s kytaristou Közim a v srpnu téhož roku s ním založil Malice Mizer. Mana byl hlavním kytaristou, skladatelem, choreografem a hlavním výtvarníkem kapely. Založil také vlastní nezávislé hudební vydavatelství, Midi: Nette, pod jehož záštitou byla vydána většina desek Malice Mizer. V roce 2002, poté, co Malice Mizer v roce 2001 pozastavili aktivity na dobu neurčitou, založil Mana svůj sólový projekt Moi dix Mois. Skládá veškerou hudbu, píše texty, produkuje, režíruje a navrhuje scénické kostýmy členů kapely.
V roce 1999 založil Mana svou vlastní oděvní značku Moi-même-Moitié, která zahrnuje dvě oděvní řady – „Elegant Gothic Lolita“ a „Elegant Gothic Aristocrat“. Pravidelně se objevuje v nejpopulárnější publikaci gothic lolita scény Gothic & Lolita Bible; je modelem pro své vlastní návrhy a informuje o svých dalších projektech. Jeho návrhářské počiny jsou mezinárodně uznávané; v roce 2007 ho britská autorka Philomena Keet zmínila jako jednoho ze sedmi návrhářů ve své knize Tokyo Look Book. Objevil se v několika dalších publikacích o japonské módě a kultuře, např. Style Deficit Disorder. Oděvy od Moi-même-Moitié byly prodávány také v buticích v Paříži a Nizozemsku. Od října 2019 jsou kolekce k zakoupení pouze online.
V roce 2002 Mana pod Midi:Nette přihlásil elektronické visual kei duo Schwarz Stein a stal se jejich producentem. Navzdory rostoucí popularitě se Schwarz Stein v březnu 2004 rozpadli a Mana od té doby hledá nové kapely, jež by se staly součástí nahrávací společnosti a pro něž by produkoval.
V roce 2004 povýšil své působení na mezinárodní úroveň; otevřel svůj fanklub zahraničním členům (což je mezi japonskými hudebníky raritou) a začal do zahraničí distribuovat svou hudbu a módu. Své první koncerty mimo Japonsko odehrál s Moi dix Mois odehrál v březnu 2005 v Mnichově a Paříži. Během tohoto turné byl vyzpovídán několika evropskými hudebními časopisy, objevil se například na obálce německého gotického časopisu Orkus.
Na konci roku 2007 se Moi dix Mois vrátili do Evropy, vystupovali ve Francii (nahrávka z koncertu vyšla na DVD 30. ledna 2008), Německu, Finsku, Švédsku, Španělsku a Itálii.
V roce 2012 oznámili Moi dix Mois své první turné po Latinské Americe s názvem Tecugaku no kakera - Chapter Six ~ Latin América Tour. Kapela plánovala navštívit Brazílii, Chile, Argentinu a Mexiko. Turné však bylo zrušeno.
Mana produkoval také nahrávky sólové zpěvačka a violoncellistky Kanon Wakešimy, která debutovala na Sony Defstar Records v květnu 2008.

## Hudební styl
Manův skladatelský styl je citově orientovaný. Mana odmítá studovat hudební teorii, klade si za cíl vytvářet melodie a harmonie, které jsou zcela unikátní, protože typické akordové progrese považuje za nezajímavé. Hudbu skládá na základě předpřipraveného příběhu, volí k němu vhodný zvuk převážně s pomocí kytary a kláves. Při komponování věří v přirozené plynutí a tudíž „jeho skladby často mění rytmus a klíč, mají několik melodií a jsou všeobecně nepředvídatelné“.

## Veřejná tvář

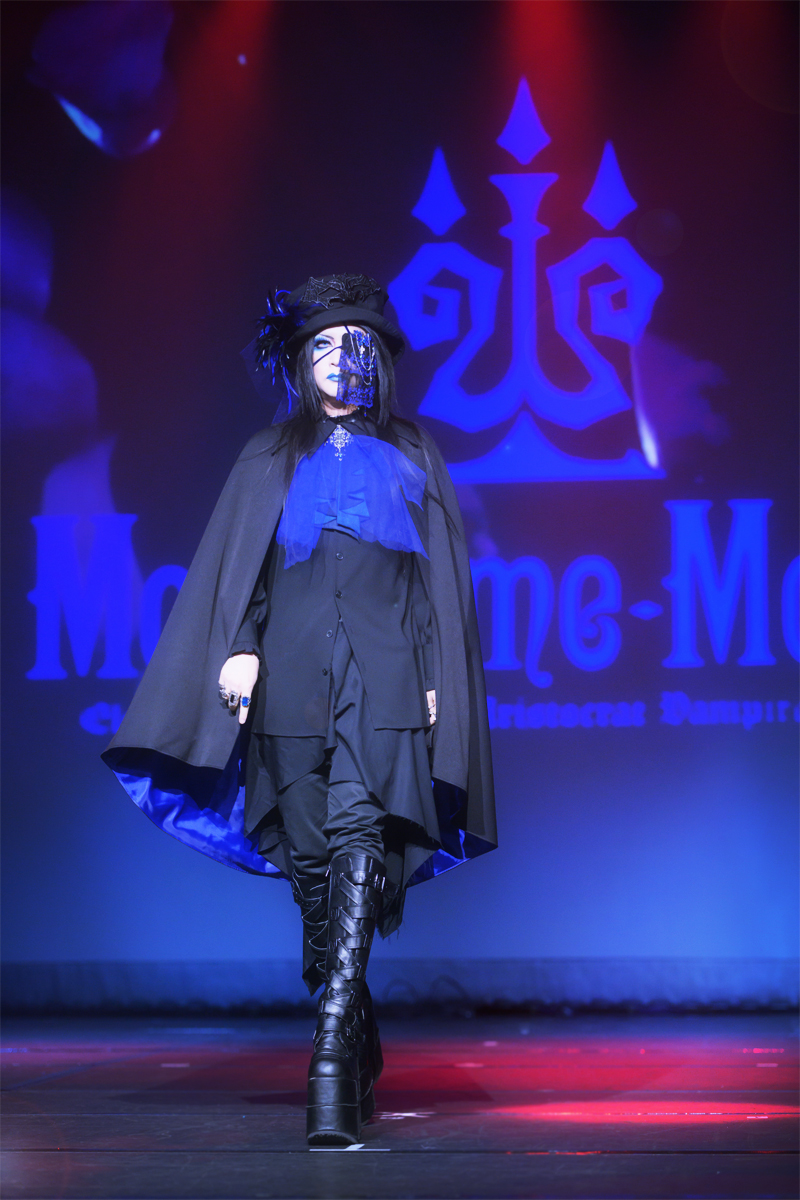
Mana na módní přehlídce Moi-même-Moitié, 2019

Od založení Malice Mizer Mana na veřejnosti jen zřídkakdy mluví. Původně nešlo o vědomé rozhodnutí, ale když se kapela začala ubírat konkrétním směrem, nápadu se ujal. V rozhovorech pro tisk mluví, ale ve videorozhovorech šeptá odpovědi do ucha členovi kapely nebo důvěrníkovi, který pak jeho slova parafrázuje. Proslul také svými němými projevy ve videích se slovy dodanými v podobě titulků, používáním kartiček s odpověďmi ano/ne a vyjadřováním se pomocí pantomimy či hudebních nástrojů.
Několikrát však promluvil. V roce 1996 v rozhovoru s Malice Mizer v televizním pořadu Hot Wave tiše oznámil své jméno a funkci v kapele, po zbytek rozhovoru pak šeptal do ucha Gacktovi. Také poskytl vokály k písni „Kjomu no naka de no júgi“, kde je jeho hlas však silně zkreslený.
Mana je znám nošením dámského oblečení. Sám o sobě prohlásil, že chce být dokonalý onnagata, čili herec hrající ženské role v kabuki. Anglicky psaný web o japonské hudbě JaME zmínil, že Mana svou „ženskou stránku“ začal objevovat před vznikem Malice Mizer. Jeho němost v kombinaci s ženským oděvem vedly k tomu, že lidé věřili, že je Mana ve skutečnosti žena. Japonský hudební web Barks uvedl, že po nástupu Many a Malice Mizer na scénu se zvýšil počet visual kei kapel s onnagata členy.

## Členství v kapelách
- Ves.tearge – bicí (střední škola) (1986–1987)
- Girl'e – kytara, syntezátor jako Serina (1988–1990)
- Matenrou (摩天楼) – baskytara (1990–1992)
- Malice Mizer – kytara, kytarový syntezátor, klávesy, programování (1992–2001)
- Moi dix Mois – kytary, programování (2002–současnost)

### Objevuje se také na:
- Art Marju Duchain – kytara (1994 Visual Art Collection Vol.1 ~喜劇的晚餐 ~ – 8. 11. 1996 „Visual Art Collection“ ~喜劇 的 晚餐~, Shibuya O-West)
- Mana's Not Dead – bicí („Dis Inferno Vol. V“ v Shibuya O-East 26. 12. 2007, Visual-Kei DVD Magazine Vol. 2 )